# 채겸진
채겸진(蔡謙進, 1559년(명종 14년) ~ 1624년(인조 2년), 전북 군산 출생)은 조선 중기의 의병장이다. 본관은 평강(平康)이다. 증참찬관(贈參贊官) 채경운(蔡慶雲)의 아들이다. 1592년(선조 25년) 임진왜란이 발발하자 이경남(李敬男)을 부장(副將)으로 삼고 사람들을 모아 의병을 일으켜 많은 전적을 세웠다. 공을 인정받아 1604년(선조 37년)에 도총부도사(都摠府都事)에 임명되었다. 이후 훈련원 첨정(訓練院 僉正), 곤양군수(昆陽郡守), 진주병마절제사(晋州兵馬節制使) 등에 제수(除授)되었다. 1등 선무원종공신(宣武願從功臣)이 되었고 훗날 가선대부(嘉善大夫) 병조참판(兵曹參判)으로 증직(贈職)되었다.

## 참고 자료
- 한국역대인물 종합정보 시스템[깨진 링크(과거 내용 찾기)]